# Daryna Prystupa
Daryna Prystupa (Ucrania, 26 de noviembre de 1987) es una atleta ucraniana, especialista en la prueba de 4x400 m en la que llegó a ser subcampeona europea en 2014.

## Carrera deportiva
En el Campeonato Europeo de Atletismo de 2014 ganó la medalla de plata en los relevos de 4x400 metros, con un tiempo de 3:24.32 segundos, llegando a meta tras Francia y por delante de Reino Unido (bronce), siendo sus compañeras de equipo: Nataliya Pyhyda, Hrystyna Stuy, Hanna Ryzhykova, Olha Zemliak y Olha Lyakhova.